# Туоран-Кюёль
Туоран-Кюёль — пресноводное озеро на северо-востоке Якутии, в Аллаиховском улусе. Расположено в пределах Индигирской низменности, южнее озера Солунтах и к запад-юго-западу от озера Усун-Улах-Тубата, в левобережье реки Урюнг-Улах. Имеет сложно-лопастную форму, берега сильно изрезаны, низкие, местами заболоченные (особенно на юге), покрытые тундровой растительностью. Два значительных острова в южной части водоёма, множество плёсов, мысов и заливов. Через Туоран-Кюёль протекает река Абасылах-Сяне, впадая на северо-западе и вытекая на северо-востоке.
Площадь озера составляет 30,6 км². Площадь водосбора — 296 км². Общая длина озера около 11,5 км, максимальная ширина в северной части — около 5 км. Находится на высоте 2 м над уровнем моря.
Ближайший населенный пункт, посёлок Чокурдах, расположен примерно в 190 км к юго-востоку.